# Welsh voetbalelftal in 2009
Het Welsh voetbalelftal speelde in totaal tien interlands in het jaar 2009, waaronder zes wedstrijden in de kwalificatiereeks voor de WK-eindronde 2010 in Zuid-Afrika. De selectie stond voor het vijfde opeenvolgende jaar onder leiding van bondscoach John Toshack. Hij was de opvolger van Mark Hughes, die opstapte na de 3-2 nederlaag tegen Polen op 13 oktober 2004. Op de FIFA-wereldranglijst zakte Wales in 2009 van de 60ste (januari 2009) naar de 77ste plaats (december 2009).

## Balans
| Wedstrijden | Wedstrijden | Wedstrijden | Wedstrijden | Doelpunten | Doelpunten | Doelpunten | Punten |
| Gespeeld    | Winst       | Gelijk      | Verlies     | Voor       | Tegen      | Saldo      | Punten |
| ----------- | ----------- | ----------- | ----------- | ---------- | ---------- | ---------- | ------ |
| 10          | 4           | 0           | 6           | 10         | 12         | –2         | 0.800  |

## Interlands
|                                                                  |                     |       |       |                                                                                           |
| 11 februari Vriendschappelijk № 567 «onderlinge duels» 18:15 uur | Polen               | 1 – 0 | Wales | Vila Real de Santo António, Portugal Toeschouwers: 400 Scheidsrechter: Bruno Duarte (POR) |
| 11 februari Vriendschappelijk № 567 «onderlinge duels» 18:15 uur | Roger Guerreiro 80' |       |       | Vila Real de Santo António, Portugal Toeschouwers: 400 Scheidsrechter: Bruno Duarte (POR) |

|                                                             |       |                                         |         |                                                                                          |
| 28 maart WK-kwalificatie № 568 «onderlinge duels» 15:00 uur | Wales | 0 – 2                                   | Finland | Millennium Stadium, Cardiff Toeschouwers: 22.604 Scheidsrechter: Eduardo Iturralde (ESP) |
| 28 maart WK-kwalificatie № 568 «onderlinge duels» 15:00 uur |       | 42' Jonatan Johansson 90+1' Shefki Kuqi |         | Millennium Stadium, Cardiff Toeschouwers: 22.604 Scheidsrechter: Eduardo Iturralde (ESP) |

|                                                            |       |                                                |           |                                                                                    |
| 1 april WK-kwalificatie № 569 «onderlinge duels» 19:45 uur | Wales | 0 – 2                                          | Duitsland | Millennium Stadium, Cardiff Toeschouwers: 26.064 Scheidsrechter: Terje Hauge (NOR) |
| 1 april WK-kwalificatie № 569 «onderlinge duels» 19:45 uur |       | 11' Michael Ballack 48' (e.d.) Ashley Williams |           | Millennium Stadium, Cardiff Toeschouwers: 26.064 Scheidsrechter: Terje Hauge (NOR) |

|                                                             |                            |       |         |                                                                                        |
| 29 mei Vriendschappelijk № 570 «onderlinge duels» 19:30 uur | Wales                      | 1 – 0 | Estland | Millennium Stadium, Cardiff Toeschouwers: 4.071 Scheidsrechter: Magnús Thórisson (ISL) |
| 29 mei Vriendschappelijk № 570 «onderlinge duels» 19:30 uur | Robert Earnshaw 26' (pen.) |       |         | Millennium Stadium, Cardiff Toeschouwers: 4.071 Scheidsrechter: Magnús Thórisson (ISL) |

|                                                           |              |                  |       |                                                                                                 |
| 6 juni WK-kwalificatie № 571 «onderlinge duels» 16:00 uur | Azerbeidzjan | 0 – 1            | Wales | Tofikh Bakhramov Stadion, Bakoe Toeschouwers: 25.000 Scheidsrechter: Markus Strömbergsson (SWE) |
| 6 juni WK-kwalificatie № 571 «onderlinge duels» 16:00 uur |              | 41' Dave Edwards |       | Tofikh Bakhramov Stadion, Bakoe Toeschouwers: 25.000 Scheidsrechter: Markus Strömbergsson (SWE) |

|                                                                  |                                               |       |               |                                                                                        |
| 12 augustus Vriendschappelijk № 572 «onderlinge duels» 19:30 uur | Montenegro                                    | 2 – 1 | Wales         | Stadion Pod Goricom, Podgorica Toeschouwers: 5.000 Scheidsrechter: Milorad Mažić (SRB) |
| 12 augustus Vriendschappelijk № 572 «onderlinge duels» 19:30 uur | Stevan Jovetić 31' (pen.) Radomir Đalović 45' |       | 52' Sam Vokes | Stadion Pod Goricom, Podgorica Toeschouwers: 5.000 Scheidsrechter: Milorad Mažić (SRB) |

|                                                                |                   |       |                                                                   |                                                                                     |
| 9 september WK-kwalificatie № 573 «onderlinge duels» 19:45 uur | Wales             | 1 – 3 | Rusland                                                           | Millennium Stadium, Cardiff Toeschouwers: 14.505 Scheidsrechter: Manuel Sousa (POR) |
| 9 september WK-kwalificatie № 573 «onderlinge duels» 19:45 uur | James Collins 54' |       | 36' Igor Semsjov 72' Sergej Ignasjevitsj 90' Roman Pavljoetsjenko | Millennium Stadium, Cardiff Toeschouwers: 14.505 Scheidsrechter: Manuel Sousa (POR) |

|                                                               |                                       |       |                   |                                                                                   |
| 10 oktober WK-kwalificatie № 574 «onderlinge duels» 15:00 uur | Finland                               | 2 – 1 | Wales             | Olympiastadion, Helsinki Toeschouwers: 14.000 Scheidsrechter: Milorad Mažić (SRB) |
| 10 oktober WK-kwalificatie № 574 «onderlinge duels» 15:00 uur | Roni Porokara 5' Niklas Moisander 77' |       | 17' Craig Bellamy | Olympiastadion, Helsinki Toeschouwers: 14.000 Scheidsrechter: Milorad Mažić (SRB) |

|                                                               |               |                                    |       |                                                                        |
| 14 oktober WK-kwalificatie № 575 «onderlinge duels» 19:00 uur | Liechtenstein | 0 – 2                              | Wales | Rheinpark, Vaduz Toeschouwers: 1.858 Scheidsrechter: Sten Kaldma (EST) |
| 14 oktober WK-kwalificatie № 575 «onderlinge duels» 19:00 uur |               | 15' David Vaughan 79' Aaron Ramsey |       | Rheinpark, Vaduz Toeschouwers: 1.858 Scheidsrechter: Sten Kaldma (EST) |

|                                                                  |                                                    |       |           |                                                                                         |
| 14 november Vriendschappelijk № 576 «onderlinge duels» 16:00 uur | Wales                                              | 3 – 0 | Schotland | Millennium Stadium, Cardiff Toeschouwers: 13.844 Scheidsrechter: Cyril Zimmermann (SUI) |
| 14 november Vriendschappelijk № 576 «onderlinge duels» 16:00 uur | Dave Edwards 17' Simon Church 32' Aaron Ramsey 35' |       |           | Millennium Stadium, Cardiff Toeschouwers: 13.844 Scheidsrechter: Cyril Zimmermann (SUI) |

## FIFA-wereldranglijst
| JAN | FEB | MAR | APR | MEI | JUN | JUL | AUG | SEP | OKT | NOV | DEC |
| --- | --- | --- | --- | --- | --- | --- | --- | --- | --- | --- | --- |
| 60  | 65  | 68  | 73  | 73  | 74  | 67  | 67  | 67  | 78  | 79  | 77  |

## Statistieken
| Wayne Hennessey   | 1987-01-24 | Wolverhampton W.    | 8 | 1 | 0 |    |    |
| Boaz Myhill       | 1982-11-09 | Hull City           | 2 | 1 | 0 |    |    |
| Lewis Price       | 1984-07-19 | Brentford FC        | 0 | 1 | 0 |    |    |
| Verdediging       |            |                     |   |   |   |    |    |
| Ashley Williams   | 1984-08-23 | Swansea City        | 9 | 0 | 0 |    |    |
| Chris Gunter      | 1989-07-21 | Nottingham Forest   | 8 | 1 | 0 |    |    |
| Lewin Nyatanga    | 1988-08-18 | Bristol City        | 7 | 2 | 0 |    |    |
| James Collins     | 1983-08-23 | Aston Villa FC      | 6 | 0 | 1 |    |    |
| Sam Ricketts      | 1981-10-11 | Bolton Wanderers    | 5 | 0 | 0 |    |    |
| Craig Morgan      | 1985-06-16 | Peterborough United | 4 | 1 | 0 |    |    |
| Danny Gabbidon    | 1979-08-08 | West Ham United     | 2 | 1 | 0 |    |    |
| Neal Eardley      | 1988-11-06 | Blackpool FC        | 1 | 3 | 0 |    |    |
| Middenveld        |            |                     |   |   |   |    |    |
| Aaron Ramsey      | 1990-12-26 | Arsenal FC          | 8 | 2 | 2 |    |    |
| Joe Ledley        | 1987-01-23 | Cardiff City        | 8 | 0 | 0 |    |    |
| David Edwards     | 1986-02-03 | Wolverhampton W.    | 7 | 1 | 2 |    |    |
| Gareth Bale       | 1989-07-16 | Tottenham Hotspur   | 7 | 0 | 0 |    |    |
| Jack Collison     | 1988-10-02 | West Ham United     | 3 | 0 | 0 |    |    |
| David Vaughan     | 1983-02-18 | Blackpool FC        | 2 | 0 | 1 |    |    |
| Simon Davies      | 1979-10-23 | Fulham FC           | 2 | 0 | 0 |    |    |
| Carl Fletcher     | 1980-04-07 | Plymouth Argyle     | 1 | 1 | 0 |    |    |
| Jason Koumas      | 1979-09-25 | Wigan Athletic      | 1 | 0 | 0 | 34 | 10 |
| Brian Stock       | 1981-12-24 | Doncaster Rovers    | 1 | 0 | 0 |    |    |
| David Cotterill   | 1987-12-04 | Swansea City        | 0 | 4 | 0 |    |    |
| Andy King         | 1988-10-29 | Leicester City      | 0 | 3 | 0 |    |    |
| Joe Allen         | 1990-03-14 | Swansea City        | 0 | 2 | 0 |    |    |
| Carl Robinson     | 1976-10-13 | Toronto FC          | 0 | 1 | 0 |    |    |
| Owain Tudur-Jones | 1984-10-15 | Yeovil Town         | 0 | 1 | 0 |    |    |
| Aanval            |            |                     |   |   |   |    |    |
| Simon Church      | 1988-12-10 | Reading FC          | 5 | 1 | 1 |    |    |
| Robert Earnshaw   | 1981-04-06 | Nottingham Forest   | 4 | 2 | 1 |    |    |
| Craig Bellamy     | 1979-07-13 | Manchester City     | 4 | 0 | 1 | 58 | 17 |
| Chedwyn Evans     | 1988-12-28 | Sheffield United    | 2 | 2 | 0 |    |    |
| Jermaine Easter   | 1982-01-15 | Milton Keynes Dons  | 1 | 0 | 0 |    |    |

FAW · A-internationals · Bondscoaches · Statistieken · Welsh vrouwenelftal · Brits olympisch elftal · Wales U21 · Wales U20 · Wales U19 · Wales U18 · Wales U17 · Wales U16
1876 – 1899 ·
1900 – 1919 ·
1920 – 1929 ·
1930 – 1939 ·
1940 – 1949 ·
1950 – 1959 ·
1960 – 1969 ·
1970 – 1979 ·
1980 – 1989 ·
1990 – 1999 ·
2000 – 2009 ·
2010 – 2019 ·
2020 − 2029
EK 2016 · 
EK 2020
WK 1958
1876 · 
1877 · 
1878 · 
1879 · 
1880 · 
1881 · 
1882 · 
1883 · 
1884 · 
1885 · 
1886 · 
1887 · 
1888 · 
1889 · 
1890 · 
1891 · 
1892 · 
1893 · 
1894 · 
1895 · 
1896 · 
1897 · 
1898 · 
1899 · 
1900 · 
1901 · 
1902 · 
1903 · 
1904 · 
1905 · 
1906 · 
1907 · 
1908 · 
1909 · 
1910 · 
1911 · 
1912 · 
1913 · 
1914 · 
1915 · 1916 · 1917 · 1918 · 1919 · 
1920 · 
1921 · 
1922 · 
1923 · 
1924 · 
1925 · 
1926 · 
1927 · 
1928 · 
1929 · 
1930 · 
1931 · 
1932 · 
1933 · 
1934 · 
1935 · 
1936 · 
1937 · 
1938 · 
1939 · 
1940 · 1941 · 1942 · 1943 · 1944 · 1945 · 
1946 · 
1947 · 
1948 · 
1949 · 
1950 · 
1952 · 
1952 · 
1953 · 
1954 · 
1955 · 
1956 · 
1957 · 
1958 · 
1959 · 
1960 · 
1961 · 
1962 · 
1963 · 
1964 · 
1965 · 
1966 · 
1967 · 
1968 · 
1969 · 
1970 · 
1971 · 
1972 · 
1973 · 
1974 · 
1975 · 
1976 · 
1977 · 
1978 · 
1979 · 
1980 · 
1981 · 
1982 · 
1983 · 
1984 · 
1985 · 
1986 · 
1987 · 
1988 · 
1989 · 
1990 · 
1991 · 
1992 · 
1993 · 
1994 · 
1995 · 
1996 · 
1997 · 
1998 · 
1999 · 
2000 · 
2001 · 
2002 · 
2003 · 
2004 · 
2005 · 
2006 · 
2007 · 
2008 · 
2009 · 
2010 · 
2011 · 
2012 · 
2013 · 
2014 · 
2015 · 
2016 · 
2017 ·
2018 ·
2019 ·
2020 ·
2021 ·
2022 ·
2023
Albanië ·
Andorra ·
Argentinië ·
Armenië ·
Australië ·
Azerbeidzjan ·
België ·
Bosnië en Herzegovina ·
Brazilië ·
Bulgarije ·
Canada ·
Chili ·
China ·
Costa Rica ·
Cyprus ·
DDR ·
Denemarken ·
Duitsland ·
Engeland ·
Estland ·
Faeröer ·
Finland ·
Frankrijk ·
Georgië ·
Gibraltar ·
Griekenland ·
Hongarije ·
Ierland ·
IJsland ·
Iran ·
Israël ·
Italië ·
Jamaica ·
Japan ·
Joegoslavië ·
Kazachstan ·
Koeweit ·
Kroatië ·
Letland ·
Liechtenstein ·
Luxemburg ·
Malta ·
Mexico ·
Moldavië ·
Montenegro ·
Nederland ·
Nieuw-Zeeland ·
Noord-Ierland ·
Noord-Macedonië ·
Noorwegen ·
Oekraïne ·
Oostenrijk ·
Panama ·
Paraguay ·
Polen ·
Portugal · 
Qatar ·
Roemenië ·
Rusland ·
San Marino ·
Saoedi-Arabië ·
Schotland ·
Servië ·
Servië en Montenegro ·
Slovenië ·
Slowakije ·
Sovjet-Unie ·
Spanje ·
Trinidad & Tobago ·
Tsjechië ·
Tsjecho-Slowakije ·
Tunesië ·
Turkije ·
Uruguay ·
Verenigde Staten ·
Wit-Rusland ·
Zuid-Korea ·
Zweden ·
Zwitserland
Engeland (2016) · 
Denemarken (2021) · 
Italië (2021) · 
Rusland (2016) ·
Slowakije (2016) · 
Turkije (2021) · 
Zwitserland (2021)